# Vinnie Ko
Vinnie Ko (Zuid-Korea, 1990) is een Nederlandse schrijver, columnist, actuaris en statisticus die bekend werd door zijn columns over de Nederlandse taal en cultuur in De Groene Amsterdammer.

## Biografie
In 2009 verhuisde Vinnie Ko van Zuid-Korea naar Groningen om psychologie te gaan studeren. Na anderhalf jaar besliste hij om over te stappen naar wiskunde.
Vanaf 2014 schreef hij columns in De Groene Amsterdammer over zijn ervaring met de Nederlandse taal en cultuur. In 2016 verscheen zijn debuut Met hartelijke groente bij Uitgeverij Podium.

Van 2016 tot 2020 heeft Vinnie Ko als promovendus gewerkt aan de Universitetet i Oslo.
Sinds 2018 is hij woonachtig in Denemarken.